# Жукин
Жуки́н (укр. Жукин) — село, входит в Вышгородский район Киевской области Украины. Расположено на правом берегу Десны.
Население по переписи 2001 года составляло 1117 человек. Почтовый индекс — 07341. Телефонный код — 4596. Занимает площадь 6,3 км². Код КОАТУУ — 3221882801.

## Местный совет
07341, Киевская обл., Вышгородский р-н, с. Жукин, ул. Шевченко, 27

## Известные уроженцы
- Танюк, Леонид Степанович (1938—2016) — украинский политик, общественный деятель, режиссёр, сценарист, народный артист Украины (2008).